# Yannick Müller
Yannick Müller (ur. 12 sierpnia 1999 w Bludenz) – austriacki saneczkarz, medalista mistrzostw świata i mistrzostw Europy.
Młodszy brat saneczkarza Jonasa Müllera.

## Kariera
W Pucharze Świata zadebiutował w sezonie 2018/2019. Wywalczył kwalifikacje na Zimowe Igrzyska Olimpijskie 2022 w Pekinie w dwójkach. Jednak podczas treningu przedolimpijskiego dwójka austriacka miała kolizję z bandą, w wyniku której Müller doznał otwartego złamania lewego przedramienia, co wykluczyło go z występu na igrzyskach olimpijskich. Jego partnerem w dwójkach jest Armin Frauscher.

## Osiągnięcia

### Igrzyska olimpijskie
| Rok  | Miejsce | Dwójki | Sztafeta |
| ---- | ------- | ------ | -------- |
| 2022 | Pekin   | dns    | -        |

### Mistrzostwa świata
| Rok  | Miejsce   | Dwójki | Dwójki-sprint  | Dwójki-mieszane | Sztafeta |
| ---- | --------- | ------ | -------------- | --------------- | -------- |
| 2020 | Soczi     | 11.    | 8.             | nie rozgrywano  | 5.       |
| 2021 | Königssee | 11.    | 15.            | nie rozgrywano  | -        |
| 2023 | Oberhof   | 3.     | 3.             | nie rozgrywano  | 2.       |
| 2024 | Altenberg | 5.     | 15.            | nie rozgrywano  | -        |
| 2025 | Whistler  | 6.     | nie rozgrywano | -               | -        |

### Mistrzostwa Europy
| Rok  | Miejsce      | Dwójki | Sztafeta |
| ---- | ------------ | ------ | -------- |
| 2020 | Lillehammer  | 17.    | -        |
| 2021 | Sigulda      | 9.     | -        |
| 2022 | Sankt Moritz | 11     | -        |
| 2023 | Sigulda      | 8.     | -        |
| 2024 | Igls         | 6.     | -        |
| 2025 | Winterberg   | 3.     | -        |

### Puchar Świata

#### Miejsca w klasyfikacji generalnej
| Sezon     | Miejsce |
| --------- | ------- |
| 2019/2020 | 16.     |
| 2020/2021 | 6.      |
| 2021/2022 | 10.     |
| 2022/2023 | 6.      |
| 2023/2024 | 7.      |
| 2024/2025 | 6.      |